# Wanops coecus
Genre
Espèce
Wanops coecus, unique représentant du genre Wanops, est une espèce d'araignées aranéomorphes de la famille des Oonopidae.

## Distribution
Cette espèce est endémique du Yucatán au Mexique,. Elle se rencontre dans les grottes Grutas de Balankanche, Grutas de Tzab-Nah et Cenote Chen Mul.

## Description
Cette araignée est anophtalme. Les femelles décrites par Gertsch en 1977 mesurent 1,5 et 1,9 mm

## Publication originale
- Chamberlin & Ivie, 1938 : Araneida from Yucatan. Carnegie Institution of Washington Publication, no 491, p. 123-136.